# Pierre-Guillaume Seron
Pierre-Guillaume Seron (Philippeville 28 juni 1772 - 21 december 1840), was lid van het Belgisch Nationaal Congres en volksvertegenwoordiger.

## Levensloop
Hij was een zoon van kousenfabrikant Philippe Seron en van Marie Ducros. Op zijn achttiende werkte hij als bediende in het gemeentehuis van Philippeville. Toen een beloofde bevordering hem ontzegd werd, trok hij naar Parijs om er bij de hogere overheid zijn klacht neer te leggen.
Hij werd bij minister van Justitie Georges Danton toegelaten en, onder de indruk van de intelligentie en de beslistheid van de jonge man, benoemde deze hem tot secretaris in zijn ministerie. Toen de Terreur losbrak achtte Seron het raadzamer dienst in het leger te nemen en aan de campagne in de Verenigde Provinciën deel te nemen. In 1796 werd hij wegens ziekte naar huis gestuurd.
Hij werd in dienst genomen door het departement Samber en Maas als bureauchef en weldra was hij er verantwoordelijk voor de briefwisseling. Ook onder het Franse Consulaat, het Franse Keizerrijk en het Verenigd Koninkrijk der Nederlanden vervulde hij allerhande bedieningen. Zo werd hij burgemeester van Cerfontaine, ontvanger van belastingen voor het district Senzeille, ontvanger van het Bureel van Weldadigheid van Philippeville, bijgevoegd vrederechter voor dit kanton, gemeenteraadslid van Philippeville, weldra schepen en burgemeester, en lid van de provinciale staten van de Nederlandse provincie Namen. Hij werd agent, voor zijn streek, van de Algemeene Nederlandsche Maatschappij.
In 1830 stuurden de kiezers van het arrondissement Philippeville hem naar het Nationaal Congres. Zijn eerste toespraak hield hij op 19 november, om de republiek als staatsvorm aan te prijzen. Slechts dertien leden volgden hem hierin. Hij bleek een kleurrijk redenaar te zijn die met zijn 35 tussenkomsten in openbare zitting tamelijk actief was. Zijn stemgedrag bij grote beslissingen week niet zo aanzienlijk af van die van de meerderheid. Hij stemde voor de onafhankelijkheidsverklaring en voor de eeuwigdurende uitschakeling van de Nassaus. Bij de februariverkiezingen stemde hij voor de hertog van Nemours als koning en voor Surlet de Chokier als regent. Hij behoorde wel tot de minderheid toen hij in juni tegen Leopold van Saksen Coburg stemde en Surlet de Chokier als kandidaat vooropstelde. In juli stemde hij dan uiteraard tegen het Verdrag der XVIII artikelen.
Vervolgens werd hij verkozen tot volksvertegenwoordiger en bleef dit tot aan zijn dood. Hij was een actief parlementslid, dat men als 'sociaaldemocraat' of 'links' kan omschrijven. Onvermijdelijk stemde hij tegen het Verdrag der XXIV artikelen.